# Eucereon capsicum
Eucereon capsicum là một loài bướm đêm thuộc phân họ Arctiinae, họ Erebidae.